# Piezocera flavipennis
Piezocera flavipennis är en skalbaggsart som först beskrevs av Dmytro Zajciw 1970.  Piezocera flavipennis ingår i släktet Piezocera och familjen långhorningar. Inga underarter finns listade i Catalogue of Life.